# Karol Jasiński
Karol Łukasz Jasiński – polski duchowny, dr hab. nauk humanistycznych, profesor uczelni Katedry Filozofii i Prawa Kanonicznego Wydziału Teologii Uniwersytetu Warmińsko-Mazurskiego w Olsztynie.

## Życiorys
W 2000 ukończył studia teologiczne na Uniwersytecie Warmińsko-Mazurskim w Olsztynie, 13 listopada 2009 obronił pracę doktorską Martina Bubera koncepcja "zaćmienia Boga", 19 czerwca 2018 habilitował się na podstawie pracy zatytułowanej Relacja między religią i sferą publiczną w filozofii społecznej i politycznej Charlesa Taylora. Został zatrudniony na stanowisku adiunkta w Katedrze Filozofii i Antropologii, oraz prodziekana na Wydziale Teologii Uniwersytetu Warmińsko-Mazurskiego w Olsztynie.
Jest profesorem uczelni Katedry Filozofii i Prawa Kanonicznego Wydziału Teologii Uniwersytetu Warmińsko-Mazurskiego w Olsztynie.